# Leroy Chiao
Leroy Chiao (nascut el 28 d'agost de 1960) és un enginyer estatunidenc, antic astronauta de la NASA, empresari, orador motivacional i consultor d'enginyeria. Chiao va volar en tres vols del Transbordador, i va ser comandant de l'Expedició 10, on va viure a bord de l'Estació Espacial Internacional del 13 d'octubre de 2004 al 24 d'abril de 2005. També és coautor i investigador del Projecte Advanced Diagnostic Ultrasound in Microgravity.